# Christopher Guest
Christopher Haden-Guest, 5º Barão Haden-Guest (Nova Iorque, 5 de fevereiro de 1948), conhecido profissionalmente como Christopher Guest, é um roteirista, compositor, músico, diretor, ator e comediante americano-britânico. Guest é mais conhecido em Hollywood por ter escrito, dirigido e estrelado filmes de comédia filmados em estilo de mocumentário. Muitas cenas de personagens nos filmes de Guest são escritos e dirigidos, embora os atores não tenham tempo para ensaiar, improvisando durante as filmagens. Sua série de filmes começou com This Is Spinal Tap (que ele não dirigiu) e continuou com Waiting for Guffman, Best in Show (filme), A Mighty Wind, For Your Consideration e Mascots (filme).
Guest possui um título de par hereditário britânico como o 5º Barão Haden-Guest e expressou publicamente o desejo de ver a Casa dos Lordes reestruturada como uma câmara democraticamente eleita. Embora tenha sido inicialmente ativo, sua atuação foi interrompida pela Lei da Casa dos Lordes de 1999, que retirou o direito da maioria dos pares hereditários a uma cadeira no parlamento. Ao usar seu título, ele normalmente é chamado de Lorde Haden-Guest. Guest é casado com a atriz e escritora Jamie Lee Curtis.

## Início da vida
Guest é filho de Peter Haden-Guest, diplomata britânico das Nações Unidas que, mais tarde, se tornou o 4º Barão Haden-Guest, com sua segunda esposa, Jean Pauline Hindes, ex-vice-presidente de elenco da CBS. O avô paterno de Guest, Leslie, Barão Haden-Guest, foi um político do Partido Trabalhista que se converteu ao judaísmo. A avó paterna de Guest, descendente da família judaica holandesa Goldsmid, era filha do Coronel Albert Goldsmid, um oficial britânico que fundou a Jewish Lads' and Girls' Brigade e os Maccabaeans. Os avós maternos de Guest eram emigrantes judeus da Rússia. Ambos os pais de Guest se tornaram ateus, e o próprio Guest não teve uma educação religiosa. Quase uma década antes de seu nascimento, seu tio, David Guest, um palestrante e membro do Partido Comunista da Grã-Bretanha, foi morto na Guerra Civil Espanhola, lutando nas Brigadas Internacionais.
Guest passou parte de sua infância no Reino Unido, terra natal de seu pai. Ele frequentou a High School of Music & Art, em Nova Iorque, estudando música clássica (clarinete) na Stockbridge School em Interlaken, Massachusetts. Mais tarde, começou a tocar bandolim, interessou-se por música country e tocou violão com Arlo Guthrie, um colega da Stockbridge School. Posteriormente, Guest começou a se apresentar com bandas de bluegrass até se dedicar ao rock and roll. Ele estudou na Bard College por um ano e depois estudou atuação no Programa de Pós-Graduação em Atuação da Universidade de Nova Iorque na Tisch School of the Arts, graduando-se em 1971.

## Carreira

### Década de 1970
Guest começou sua carreira no teatro no início da década de 1970, e uma de suas primeiras atuações profissionais foi o papel de Norman em Moonchildren, de Michael Weller, na estreia americana da peça no Arena Stage, em Washington, D.C., em novembro de 1971. Guest continuou com a produção quando ela foi transferida para a Broadway em 1972. No ano seguinte, ele começou a fazer contribuições para uma série de gravações de áudio na The National Lampoon Radio Hour. Ele interpretou personagens cômicos (Flash Bazbo - Explorador do Espaço, Sr. Rogers, o crítico musical Roger de Swans e o representante da gravadora Ron Fields) e escreveu, montou arranjos e interpretou várias paródias musicais de Bob Dylan, James Taylor e outros. Ele atuou ao lado de Chevy Chase e John Belushi na revista off-Broadway National Lampoon's Lemmings. Dois de seus primeiros trabalhos no cinema foram pequenos papéis como policiais uniformizados no filme The Hot Rock, de 1972, e Death Wish, de 1974.
Guest teve um pequeno papel no episódio de 1977 de All in the Family, "Mike and Gloria Meet", em que, durante uma sequência de flashback, Mike e Gloria relembram seu primeiro encontro às cegas, organizado pelo colega de faculdade de Michael, Jim (Guest), que namorava a amiga de Gloria, Debbie (Priscilla Lopez).
Guest também teve um papel pequeno, mas importante, em it Happened One Christmas, o remake com inversão de gênero de 1977 para a TV do clássico de Frank Capra, it's a Wonderful Life, estrelado por Marlo Thomas como Mary Bailey (originalmente interpretado por Jimmy Stewart), com Cloris Leachman como o anjo da guarda de Mary e Orson Welles como o vilão Mr. Potter. Guest interpretou o irmão de Mary, Harry, que retornou do exército na cena final, falando uma das últimas frases do filme: "Um brinde! À minha irmã mais velha Mary, a pessoa mais rica da cidade!"

### Década de 1980
O papel mais importante de Guest nas duas primeiras décadas de sua carreira é provavelmente o de Nigel Tufnel no filme de Rob Reiner de 1984, This Is Spinal Tap. Ele fez sua primeira aparição como Tufnel no programa de comédia de esquetes The TV Show, de 1978.
Junto com Martin Short, Billy Crystal e Harry Shearer, Guest foi escalado para integrar o elenco da temporada de 1984-1985 do Saturday Night Live, da NBC, por apenas um ano. Entre os personagens recorrentes do SNL interpretados por Guest estão Frankie, de Willie e Frankie (colegas de trabalho que contam em detalhes situações fisicamente dolorosas em que se encontram, comentando laconicamente: "Odeio quando isso acontece"); Herb Minkman, um fabricante de brinquedos de aparência sombria que possui um irmão chamado Al (interpretado por Crystal); Rajeev Vindaloo, um estrangeiro excêntrico na mesma linha do personagem Latka, de Andy Kaufman, em Taxi; e Señor Cosa, um ventríloquo espanhol visto com frequência na paródia recorrente do The Joe Franklin Show. Por trás das câmeras, ele também fez experiências com esquetes pré-filmadas e dirigiu um curta em estilo de documentário estrelado por Shearer e Short como nadadores sincronizados. Em outro curta-metragem do SNL, Guest e Crystal aparecem usando blackface como jogadores de beisebol aposentados da Liga Negra, The Rooster and the King.
Ele apareceu como o Conde Rugen, o homem de seis dedos, em The Princess Bride. Fez uma participação especial como o primeiro cliente no remake musical de 1986 de The Little Shop of Horrors, que também contou com a participação de Steve Martin. Como co-roteirista e diretor, Guest fez a sátira de Hollywood The Big Picture.
Quando seu pai assumiu o título de nobreza da família, em 1987, ele ficou conhecido como Hon. Christopher Haden-Guest. Esse foi seu estilo e nome oficiais até herdar o baronato em 1996.

### Década de 1990 até os dias atuais
A experiência de fazer This is Spinal Tap influenciou diretamente a segunda fase de sua carreira. A partir de 1996, Guest começou a escrever, dirigir e atuar em sua própria série de filmes substancialmente improvisados. Muitos deles se tornaram exemplos concretos do que veio a ser conhecido como mocumentários — termo que Guest não aprecia para descrever sua abordagem incomum para explorar as paixões que tornam os personagens de seus filmes tão interessantes. Ele afirma que sua intenção não é zombar de ninguém, mas explorar comunidades isoladas, talvez obscuras, por meio de seu método de produção de filmes.
Juntos, Guest, seu parceiro de escrita frequente, Eugene Levy, e um pequeno grupo de atores formaram um grupo de repertório informal que aparece em vários filmes. Entre eles estão Catherine O'Hara, Michael McKean, Parker Posey, Bob Balaban, Jane Lynch, John Michael Higgins, Harry Shearer, Jennifer Coolidge, Ed Begley, Jr., Jim Piddock e Fred Willard. Guest e Levy escrevem planos de fundo para cada um dos personagens e cartões de notas para cada cena específica, delineando o enredo, e depois deixam que os atores improvisem o texto, o que supostamente resulta em uma conversa muito mais natural do que o diálogo roteirizado. Normalmente, todos que aparecem nesses filmes recebem a mesma remuneração e a mesma parte dos lucros. Entre os filmes realizados dessa forma, que foram escritos e dirigidos por Guest, estão Waiting for Guffman (1996), sobre um grupo de teatro comunitário, Best in Show (2000), sobre o circuito de exposições de cães, A Mighty Wind (2001), sobre cantores folclóricos, For Your Consideration (2006), sobre o publicidade em torno da temporada do Oscar, e Mascots (2016), sobre uma competição de mascotes de equipes esportivas.
Guest teve um papel de locutor convidado na série de comédia animada Bob Esponja Calça Quadrada como o primo de Bob Esponja, Stanley.
Guest trabalhou novamente com Reiner em A Few Good Men (1992), no papel do Dr. Stone. Na década de 2000, Guest participou do musical biográfico Mrs. Henderson Presents, de 2005, e da comédia The Invention of Lying, de 2009.
Atualmente, ele é membro do grupo musical The Beyman Bros, que formou com o amigo de infância David Nichtern e o atual tecladista do Spinal Tap, C. J. Vanston. Seu álbum de estreia, Memories of Summer as a Child, foi lançado em 20 de janeiro de 2009.
Em 2010, o Departamento do Censo dos Estados Unidos pagou US$ 2,5 milhões para que um comercial de televisão dirigido por Guest fosse exibido durante a cobertura do Super Bowl XLIV.
Guest possui um doutorado honorário e é membro do conselho de administração da Berklee College of Music em Boston.
Em 2013, Guest foi co-roteirista e produtor da série Family Tree, da HBO, em colaboração com Jim Piddock, que se trata de uma história leve no estilo que ele tornou famoso em This is Spinal Tap, em que o personagem principal, Tom Chadwick, herda uma caixa de curiosidades de sua tia-avó, despertando o interesse em sua ascendência.
Em 11 de agosto de 2015, a Netflix anunciou que Mascots, um filme dirigido por Guest e co-escrito com Jim Piddock, sobre a competição pelo prêmio Gold Fluffy Award do campeonato da World Mascot Association, estrearia em 2016.
Guest reprisou seu papel como Conde Tyrone Rugen em Princess Bride Reunion em 13 de setembro de 2020.

## Família

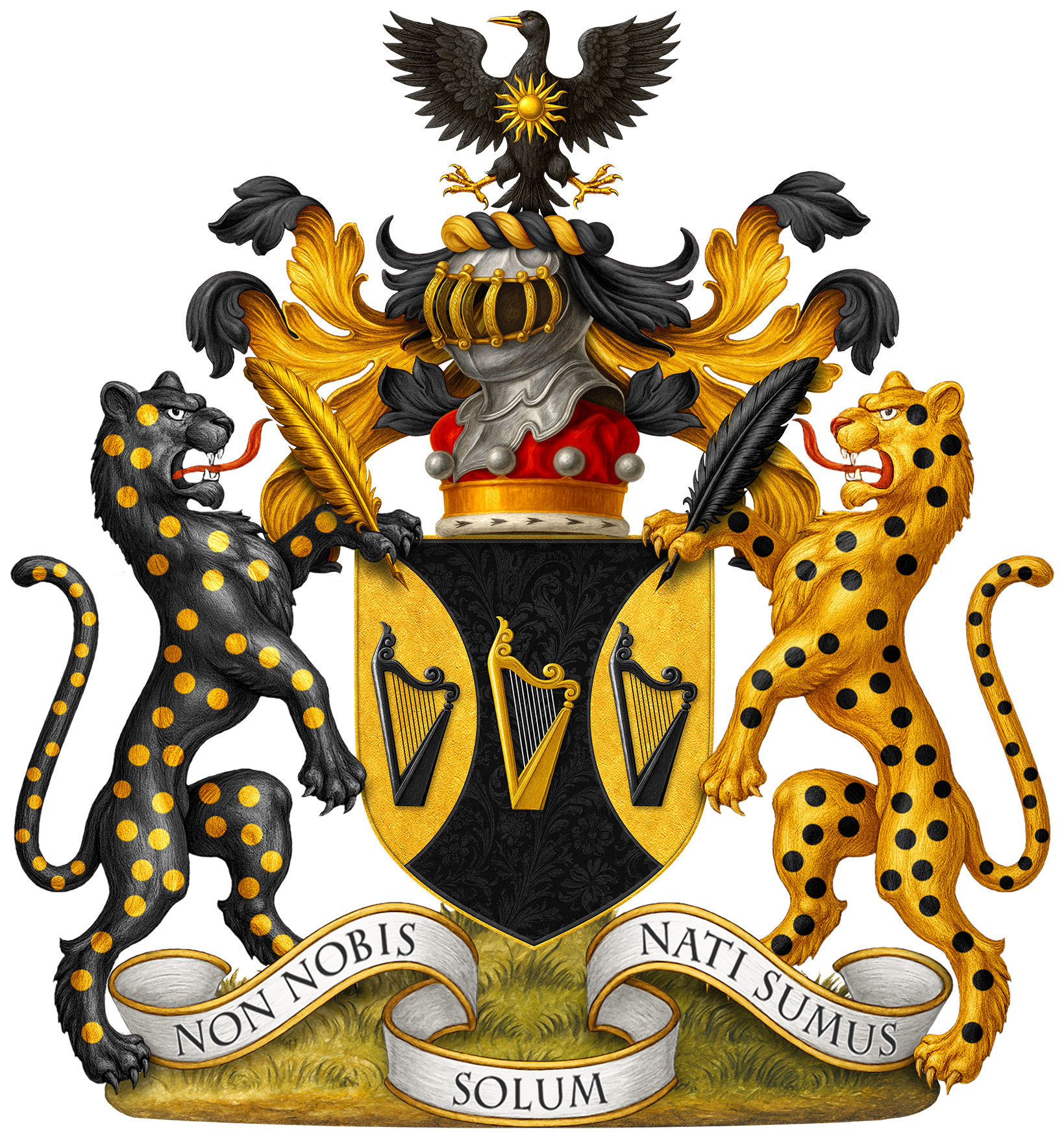
Brasão de armas - Barão Haden-Guest, de Saling, no condado de Essex.

Guest tornou-se o 5º Barão Haden-Guest, de Great Saling, no condado de Essex, quando seu pai faleceu em 1996. Ele sucedeu após a inelegibilidade de seu meio-irmão mais velho, Anthony Haden-Guest, que nasceu antes do casamento de seus pais. De acordo com um artigo do The Guardian, Guest frequentava a Casa dos Lordes regularmente até que a Lei da Casa dos Lordes de 1999 impediu a maioria dos pares hereditários de ocupar seus assentos. No artigo, Guest comentou:

Não há dúvida de que o sistema antigo era injusto. Quero dizer, por que você deveria ter nascido para isso? Mas agora tudo não passa de puro clientelismo. O primeiro-ministro pode colocar quem ele quiser e levá-los para votar. A Casa dos Lordes deveria ser um órgão eleito, é simples assim.— Richard Grant The Guardian (9 de janeiro de 2004)

## Vida pessoal
Guest casou-se com a atriz Jamie Lee Curtis em 1984, na casa de seu amigo Rob Reiner. Eles têm dois filhos por adoção: Annie (nascida em 1986) e Ruby (nascida em 1996).
Guest foi interpretado por Seth Green no filme A Futile and Stupid Gesture.

## Filmografia

### Filmes
| Ano  | Título                                         | Ator | Roteirista | Diretor | Produtor | Papel                                     | Notas                |
| ---- | ---------------------------------------------- | ---- | ---------- | ------- | -------- | ----------------------------------------- | -------------------- |
| 1971 | The Hospital                                   | Sim  | Não        | Não     | Não      | Residente                                 | Não-creditado        |
| 1972 | The Hot Rock                                   | Sim  | Não        | Não     | Não      | Policial                                  |                      |
| 1973 | National Lampoon Lemmings                      | Sim  | Sim        | Não     | Não      |                                           | Coordenador musical  |
| 1974 | Death Wish                                     | Sim  | Não        | Não     | Não      | Patrulheiro Jackson Reilly                |                      |
| 1975 | The Fortune                                    | Sim  | Não        | Não     | Não      | Amante de garotos                         |                      |
| 1975 | Tarzoon: Shame of the Jungle                   | Sim  | Não        | Não     | Não      | Chefe M'Bulu / Short / Enfermeira         | Voz                  |
| 1978 | Girlfriends                                    | Sim  | Não        | Não     | Não      | Eric                                      |                      |
| 1979 | The Last Word                                  | Sim  | Não        | Não     | Não      | Roger                                     |                      |
| 1980 | The Long Riders                                | Sim  | Não        | Não     | Não      | Charley Ford                              |                      |
| 1980 | The Missing Link                               | Sim  | Não        | Não     | Não      | No-Lobes                                  | Voz na versão inglês |
| 1981 | Heartbeeps                                     | Sim  | Não        | Não     | Não      | Calvin                                    |                      |
| 1981 | Likely Stories, Vol. 1                         | Sim  | Sim        | Sim     | Não      | Todos os papéis no segmento "Dead Ringer" |                      |
| 1983 | Likely Stories, Vol. 3                         | Sim  | Não        | Não     | Não      | Frankie no segmento "Split Decision"      |                      |
| 1984 | This is Spinal Tap                             | Sim  | Sim        | Não     | Não      | Nigel Tufnel                              | Compositor, músico   |
| 1985 | Martin Short: Concert for the North Americans  | Sim  | Não        | Não     | Não      | Rajiv Vindaloo                            |                      |
| 1986 | Little Shop of Horrors                         | Sim  | Não        | Não     | Não      | O primeiro cliente                        |                      |
| 1987 | Beyond Therapy                                 | Sim  | Não        | Não     | Não      | Bob                                       |                      |
| 1987 | The Princess Bride                             | Sim  | Não        | Não     | Não      | Conde Tyrone Rugen, o homem de seis dedos |                      |
| 1988 | Sticky Fingers                                 | Sim  | Não        | Não     | Não      | Sam                                       |                      |
| 1989 | The Big Picture                                | Não  | Sim        | Sim     | Não      |                                           |                      |
| 1992 | A Few Good Men                                 | Sim  | Não        | Não     | Não      | Dr. Stone                                 |                      |
| 1994 | The Return of Spinal Tap                       | Sim  | Não        | Não     | Não      | Nigel Tufnel                              |                      |
| 1996 | Waiting for Guffman                            | Sim  | Sim        | Sim     | Não      | Corky St. Clair                           |                      |
| 1998 | Almost Heroes                                  | Não  | Não        | Sim     | Não      |                                           |                      |
| 1998 | Small Soldiers                                 | Sim  | Não        | Não     | Não      | Slamfist / Scratch-It                     | Vozes                |
| 2000 | Best in Show                                   | Sim  | Sim        | Sim     | Não      | Harlan Pepper                             |                      |
| 2003 | A Mighty Wind                                  | Sim  | Sim        | Sim     | Não      | Alan Barrows                              |                      |
| 2005 | Mrs. Henderson Presents                        | Sim  | Não        | Não     | Não      | Lorde Cromer                              |                      |
| 2006 | For Your Consideration                         | Sim  | Sim        | Sim     | Não      | Jay Berman                                |                      |
| 2009 | Night at the Museum: Battle of the Smithsonian | Sim  | Não        | Não     | Não      | Ivã, o Terrível                           |                      |
| 2009 | The Invention of Lying                         | Sim  | Não        | Não     | Não      | Nathan Goldfrappe                         |                      |
| 2012 | Her Master's Voice                             | Não  | Não        | Não     | Sim      |                                           |                      |
| 2016 | Mascots                                        | Sim  | Sim        | Sim     | Não      | Corky St. Clair                           | Filme da Netflix     |

### Televisão
| Ano        | Título                                  | Ator | Roteirista | Diretor | Produtor | Papel                                | Notas                                                           |
| ---------- | --------------------------------------- | ---- | ---------- | ------- | -------- | ------------------------------------ | --------------------------------------------------------------- |
| 1975       | Saturday Night Live with Howard Cosell  | Não  | Sim        | Não     | Não      |                                      | Série de variedades                                             |
| 1975       | The Lily Tomlin Special                 | Não  | Sim        | Não     | Não      |                                      | Especial de TV                                                  |
| 1976       | The Billion Dollar Bubble               | Sim  | Não        | Não     | Não      | Al Green                             | Filme para TV                                                   |
| 1976       | TVTV Looks at the Oscars                | Não  | Sim        | Não     | Não      |                                      | Especial de TV                                                  |
| 1976       | TVTV: Super Bowl                        | Não  | Sim        | Não     | Não      |                                      | Especial de TV                                                  |
| 1976       | The TVTV Show                           | Sim  | Sim        | Não     | Não      | Múltiplos                            | Especial de TV                                                  |
| 1977       | It Happened One Christmas               | Sim  | Não        | Não     | Não      | Harry Bailey                         | Filme para TV                                                   |
| 1977       | The Andros Targets                      | Sim  | Não        | Não     | Não      | Gordon Hamilton                      | Episódio: "A Currency for Murder"                               |
| 1977       | All in the Family                       | Sim  | Não        | Não     | Não      | Jim                                  | Episódio: "Mike and Gloria Meet"                                |
| 1978       | Laverne & Shirley                       | Sim  | Não        | Não     | Não      | Greg Harris                          | Episódio: "Bus Stop"                                            |
| 1978       | Peeping Times                           | Não  | Sim        | Não     | Não      |                                      | Especial de TV                                                  |
| 1979       | Blind Ambition                          | Sim  | Não        | Não     | Não      | Jeb Stuart Magruder                  | Minissérie                                                      |
| 1979       | The Chevy Chase National Humor Test     | Sim  | Sim        | Não     | Não      | Múltiplos                            | Especial de TV                                                  |
| 1980       | Haywire                                 | Sim  | Não        | Não     | Não      | Diretor de TV                        | Filme para TV                                                   |
| 1982       | Million Dollar Infield                  | Sim  | Não        | Não     | Não      | Bucky Frische                        | Filme para TV                                                   |
| 1982       | A Piano for Mrs. Cimino                 | Sim  | Não        | Não     | Não      | Philip Ryan                          | Filme para TV                                                   |
| 1982       | St. Elsewhere                           | Sim  | Não        | Não     | Não      | H. J. Cummings                       | 2 episódios                                                     |
| 1984-1985  | Saturday Night Live                     | Sim  | Sim        | Não     | Não      | Múltiplos                            | 19 episódios                                                    |
| 1986       | Shelley Duvall's Tall Tales & Legends   | Não  | Sim        | Não     | Não      |                                      | Episódio: "Johnny Appleseed"                                    |
| 1989       | Trying Times                            | Não  | Não        | Sim     | Não      |                                      | Episódio: "The Sad Professor"                                   |
| 1989       | Billy Crystal: Midnight Train to Moscow | Sim  | Não        | Não     | Não      | Voz                                  | Especial de stand-up                                            |
| 1989       | I, Martin Short, Goes Hollywood         | Sim  | Não        | Não     | Não      | Antoninus DiMentabella               |                                                                 |
| 1991       | Morton & Hayes                          | Sim  | Sim        | Sim     | Sim      | El Supremo / Crooner / Dr. Von Astor | Dirigiu 5 episódios; atuou em 3 episódios; compôs a música-tema |
| 1991       | Amnesty International's Big 3-0         | Sim  | Não        | Não     | Não      | Nigel Tufnel                         | Especial de TV                                                  |
| 1992       | The Simpsons                            | Sim  | Não        | Não     | Não      | Nigel Tufnel                         | Especial de TV                                                  |
| 1993       | Animaniacs                              | Sim  | Não        | Não     | Não      | Umlatt                               | Voz no episódio: "King Yakko"                                   |
| 1993       | Attack of the 50 Ft. Woman              | Não  | Não        | Sim     | Não      |                                      | Filme para TV; compositor                                       |
| 1999       | Dilbert                                 | Sim  | Não        | Não     | Não      | O Dupey                              | Voz no episódio: "The Dupey"                                    |
| 2003       | MADtv                                   | Sim  | Não        | Não     | Não      | Nigel Tufnel                         | Episódio 21 da 8ª Temporada                                     |
| 2007, 2021 | Bob Esponja Calça Quadrada              | Sim  | Não        | Não     | Não      | Stanley Calça Quadrada / Clem Clam   | Voz em 2 episódios: "Stanley S. SquarePants", "Goofy Scoopers"  |
| 2009       | Stonehenge: 'Tis a Magic Place'         | Sim  | Não        | Não     | Não      | Nigel Tufnel                         | 3 episódios                                                     |
| 2012       | 84th Academy Awards                     | Sim  | Não        | Sim     | Não      | Membro do grupo de discussão         | Dirigiu o segmento do grupo de discussão                        |
| 2013       | Family Tree                             | Sim  | Sim        | Sim     | Sim      | Dave Chadwick / Phineas Chadwick     | 8 episódios; co-criou a música dos créditos                     |

### Membros recorrentes do elenco
Guest trabalhou várias vezes com certos atores, principalmente com Eugene Levy, seu parceiro frequente na escrita, que participou de cinco de seus projetos. Outros colaboradores recorrentes de Guest incluem Fred Willard (7 projetos); Michael McKean, Bob Balaban e Ed Begley, Jr. (6 projetos cada); Parker Posey, Jim Piddock, Michael Hitchcock e Harry Shearer (5 projetos cada); Catherine O'Hara, Larry Miller, John Michael Higgins, Jane Lynch e Jennifer Coolidge (4 projetos cada).
| AtorTrabalho         | This is Spinal Tap | The Big Picture | Waiting for Guffman | Almost Heroes | Best in Show | A Mighty Wind | For Your Consideration | Family Tree | Mascots |
| -------------------- | ------------------ | --------------- | ------------------- | ------------- | ------------ | ------------- | ---------------------- | ----------- | ------- |
| Bob Balaban          |                    |                 | Yes                 |               | Yes          | Yes           | Yes                    | Yes         | Yes     |
| Ed Begley Jr.        | Yes                |                 |                     |               | Yes          | Yes           | Yes                    | Yes         | Yes     |
| Jennifer Coolidge    |                    |                 |                     |               | Yes          | Yes           | Yes                    |             | Yes     |
| John Michael Higgins |                    |                 |                     |               | Yes          | Yes           | Yes                    |             | Yes     |
| Michael Hitchcock    |                    |                 | Yes                 |               | Yes          | Yes           | Yes                    |             | Yes     |
| Eugene Levy          |                    |                 | Yes                 | Yes           | Yes          | Yes           | Yes                    |             |         |
| Jane Lynch           |                    |                 |                     |               | Yes          | Yes           | Yes                    |             | Yes     |
| Michael McKean       | Yes                | Yes             |                     |               | Yes          | Yes           | Yes                    | Yes         |         |
| Larry Miller         |                    |                 | Yes                 |               | Yes          | Yes           | Yes                    |             |         |
| Catherine O'Hara     |                    |                 | Yes                 |               | Yes          | Yes           | Yes                    |             |         |
| Jim Piddock          |                    |                 |                     |               | Yes          | Yes           | Yes                    | Yes         | Yes     |
| Parker Posey         |                    |                 | Yes                 |               | Yes          | Yes           | Yes                    |             | Yes     |
| Harry Shearer        | Yes                |                 |                     | Yes           |              | Yes           | Yes                    |             | Yes     |
| Fred Willard         | Yes                |                 | Yes                 |               | Yes          | Yes           | Yes                    | Yes         | Yes     |

## Prêmios e indicações
| Ano  | Prêmio                            | Categoria | Filme                      | Resultado |
| ---- | --------------------------------- | --- | -------------------------- | --------- |
| 1976 | Primetime Emmy Award              | Melhor roteiro em um especial de comédia ou música Compartilhado com Earl Pomerantz, Jim Rusk, Lily Tomlin, Rod Warren, George Yanok                       | The Lily Tomlin Special    | Venceu    |
| 1995 | International Fantasy Film Award  | Melhor filme | Attack of the 50 Ft. Woman | Indicado  |
| 1998 | Independent Spirit Award          | Melhor ator principal masculino | Waiting for Guffman        | Indicado  |
| 1998 | Independent Spirit Award          | Melhor roteiro Compartilhado com Eugene Levy | Waiting for Guffman        | Indicado  |
| 1998 | Lone Star Film & Television Award | Melhor diretor | Waiting for Guffman        | Venceu    |
| 2001 | DVD Exclusive Award               | Melhor comentário de áudio em DVD | This is Spinal Trap        | Venceu    |
| 2001 | American Comedy Award             | Ator coadjuvante mais engraçado em um filme | Best in Show               | Indicado  |
| 2001 | Golden Satellite Award            | Melhor desempenho de um ator em um filme, comédia ou musical                                                                                               | Best in Show               | Indicado  |
| 2001 | Independent Spirit Award          | Melhor diretor | Best in Show               | Indicado  |
| 2001 | Writers Guild of America Award    | Melhor roteiro escrito diretamente para a televisão Compartilhado com Eugene Levy                                                                          | Best in Show               | Indicado  |
| 2003 | Seattle Film Critics Award        | Melhor música Compartilhado com John Michael Higgins, Eugene Levy, Michael McKean, Catherine O'Hara, Annette O'Toole, Harry Shearer, Jeffrey C. J. Vanston | A Mighty Wind              | Venceu    |
| 2004 | Grammy Award                      | Melhor canção escrita para um filme, televisão ou outra mídia visual Compartilhado com Eugene Levy and Michael McKean                                      | A Mighty Wind              | Venceu    |